# Планування
Планування — заздалегідь визначений порядок дій, які потрібні для досягнення поставленої мети.
Планування — оптимальний розподіл ресурсів для досягнення поставленої мети.
У збройних силах країн НАТО, ефективність планування забезпечується використанням системи методів планування воєнних дій.

## Суть планування
Слово «план» походить від латинського слова planum — площина, рівне місце. Спочатку цей термін використовувався на позначення креслення, що характеризує певну ділянку в масштабі площини. Потім його стали застосовувати для опису завдань, реалізація яких передбачає систему взаємозв'язаних дій, показників та розрахунків.
«Планувати — думати про майбутнє» — визначав Болан.
«Планування — це дії, що наведені задля їх здійснення» — Соєр.
«Майже будь-яку роботу, щоб її взагалі зробити, треба спланувати, принаймні неформально, на кілька хвилин наперед»  — Денісон.
Сам термін керування визначає дивитись вперед — це певне уявлення про плануванню в світі.
Планування в організації — процес визначення цілей організації та прийняття рішень щодо шляхів їх досягнення.

### Зміст планування
Зміст процесу планування полягає у пошуку відповідей на ключові питання:
1. де організація знаходиться у даний момент — теперішній стан?
2. чого організація прагне досягти — куди вона прямує?
3. як організації потрапити звідти, де вона є, туди, куди вона прагне?

### Функції планування
Планування є первісною з-поміж решти функцій управління, оскільки прийняті в процесі її реалізації рішення визначають характер здійснення всіх інших функцій керування.
До функцій планування відносяться:
- встановлення мети;
- прогнозування;
- моделювання;
- програмування.

Сутність планування, як функції керування підприємством, полягає в обґрунтуванні цілей та шляхів їх досягнення на основі виявлення комплексу завдань й робіт.
А також визначення ефективних методів, способів та ресурсів усіх видів, потрібних для виконання цих завдань та встановлення їх взаємозв'язку. 
Планування є основною ланкою та організаційним початком всього процесу реалізації цілей підприємства.  Нормативність встановлює вимоги до ефективності використання ресурсів та результатів господарювання.

### Мета планування
Мета полягає у створенні системи планових документів, які визначають зміст та певний порядок дій для забезпечення тривалого існування організації.
Планування дає змогу виявити проблеми, що існують на ринку.
Окреслити потрібні заходи для вирішення проблем в майбутньому. Проте неможливо точно передбачити всі параметри економічної системи за яких вони будуть досягненні. 
Мета плану — забезпечити ритмічність виробництва, одержання стабільних доходів та стійке фінансове становище підприємств.

### Доцільність планування
«Планування ніколи не було „єдиним і найкращим способом“. Проте у вигляді стратегічного програмування інколи воно може бути корисним. Воно дійсно відіграє важливу роль в організаціях, так само, як плани й планувальники, якщо потрапляють у доречний контекст. Забагато планування спроможне призвести до хаосу, але туди ж веде й замала кількість (причому цей шлях коротший)» — Генрі Мінцберг, «Зліт і падіння стратегічного планування» (1994 р.)

### Класифікація планування

#### З точки зору обов'язковості планових завдань
розрізняють:
- Директивне планування — це процес прийняття рішень, які мають обов'язковий характер для об'єктів планування. Таке планування може бути ефективним засобом вирішення багатьох завдань, які мають загальнонаціональне значення, наприклад, у сфері охорони навколишнього середовища, оборони, соціальної політики.
- Індикативне планування є найбільш розповсюджена у всьому світі форма державного планування макроекономічного розвитку. Індикативне планування є антиподом директивного тому, що цей план не має обов'язкового до виконання характеру, хоча в ньому можуть бути і обов'язкові завдання. В цілому він має напрямний, рекомендаційний характер. Основне завдання такого планування не тільки в тому, щоб дати кількісну оцінку показників, що характеризують динаміку, структуру та ефективність економіки, а насамперед в тому, щоб забезпечити ув'язку та збалансованість всіх показників розвитку економіки. Індикативне планування має інформаційний, орієнтуючий характер (контрольні цифри, економічні регулятори)

#### Залежно від терміну, на який складається план
- Перспективне планування охоплює період понад 5 років — 10, 15, 20 років. Такі плани визначають довгострокову стратегію підприємства, соціальний, економічний та науково-технічний розвиток. Таке планування потрібно відрізняти від прогнозування.
- Середньострокове планування проводиться на період від 1 до 5 років. На деяких підприємствах середньострокове планування сумісне з поточним. У цьому випадку складається п'ятирічний план, в якому перший рік деталізується до рівня поточного плану і є по суті короткостроковим плануванням.
- Поточне планування охоплює період до 1 року — піврічне, квартальне, місячне, декадне, тижневе і добове планування.

#### За складом планових рішень
- стратегічне планування;
- поточне (оперативно-календарне планування);
- зведене планування загальних результатів та фінансове планування.

## Етапи планування
Планування в самому загальному вигляді передбачає виконання наступних етапів:
- Постановка цілей і завдань
- Складання програми дій
- Виявлення необхідних ресурсів та їх джерел
- Визначення безпосередніх виконавців і доведення планів до них

## Принципи планування
Планування спирається на певні закономірності, що одержали назву принципів планування.
А. Файоль визначив чотири основні принципи планування, назвавши їх загальними рисами ефективної програми дій. Це — єдність, безперервність, гнучкість і точність . Значно пізніше Р. Акофф обґрунтував ще один ключовий принцип планування — принцип участі.

### Принцип єдності
Принцип єдності (системності) передбачає, що планування в економічній організації повинно мати системний характер. Поняття «система» означає: існування сукупності елементів, взаємозв'язку між ними, наявності єдиного напряму розвитку елементів системи, поведінки, що зорієнтовані на загальні цілі. Реалізація цього принципу здійснюється на основі:
координації планової діяльності на горизонтальному рівні, тобто на рівні функціональних підрозділів (виробничий відділ, фінансовий, відділ маркетингу і т. д.). Це означає, що будь-які зміни в планах одного з підрозділів мають бути відображені в планах інших підрозділів. Таким чином, головні риси координації планування на підприємстві — взаємозв'язок і одночасність;
інтеграції планової діяльності в межах вертикальної єдності підрозділів (підприємство в цілому — цех — бригада). Це передбачає, що на підприємстві є багато досить відокремлених процесів планування і планів окремих підрозділів, але кожна з підсистем діє виходячи із загальної стратегії фірми, а кожен окремий план є частиною плану вищого підрозділу та організації в цілому.

### Принцип безперервності
Цей принцип означає підтримування безперебійності планової перспективи, взаємоузгодження довго-, середньо- та короткострокових планів, тобто процес планування на підприємствах має здійснюватись постійно в межах установленого циклу; розроблені плани мають постійно змінювати один одного.

### Принцип гнучкості
Принцип взаємозв'язаний з принципом безперервності і полягає в наданні планам і процесові планування здатності змінювати свій напрям у зв'язку з виникненням непередбачених обставин.

### Принцип точності
Принцип означає, що кожен план слід складати з таким ступенем точності, який тільки може бути сумісним з рівнем нестабільності функціонування підприємства. Тобто плани мають бути конкретизовані й деталізовані до такої міри, яку дозволяють зовнішні і внутрішні умови діяльності підприємства.

### Принцип участі
Принцип реалізує одну з головних аксіом планування: «План має складати той, хто його виконуватиме». Принцип участі означає, що кожен член економічної організації стає учасником планової діяльності незалежно від посади і виконуваних ним функцій. Реалізація принципу участі забезпечує значний ефект. По-перше, кожен з учасників організації починає глибше розуміти і знати різні сторони її життя. Він одержує ширшу й об'єктивнішу інформацію про організацію, ніж раніше. По-друге, особиста участь членів організації, у тому числі рядових працівників, у процесі планування сприяє тому, що плани організації стають особистими планами працівників, а участь у досягненні цілей організації дає можливість задовольняти їхні власні потреби. У кожного з працівників з'являються нові, виразніші мотиви до ефективної праці.
Принцип участі тісно пов'язаний з переходом від централізованої до децентралізованої системи управління.

### Принцип збалансованості
Принцип забезпечує необхідну і достатню кількісну відповідність між взаємозв'язаними розділами та показниками плану. Головним її виявом є відповідність між потребами в ресурсах та їх наявністю.

## Планування продажів
Планування продажів — це визначення цілей продажів і конкретних дій для їх досягнення.

## [2]Джерела
- Планування діяльності підприємства: Навч. посіб. / За ред. Москалюка В. Є. — К.: КНЕУ, 2002. — 252с.
- Тарасюк Г. М., Шваб Л. І. Планування діяльності підприємства. Навч. Посіб. — К.: Каравела, 2003. — 432с.
- Хан Д. Планирование и контроль: концепция контроллинга: пер. с нем. — М.: Финансы и статистика, 1997. — 800с. (рос.)
- Карлоф Б. Деловая стратегия. — М. Экономика, 1995. (рос.)
- Друккер Петер. Як забезпечити успіх у бізнесі: новаторство і підприємництво / Пер. З англ. — К.: Україна, 1994.